# السيد فنسنت (فلم)
السيد فنسنت  (بالإنجليزية: Monsieur Vincent) هو فلم أنتج في فرنسا وصدر في سنة 1947. الفيلم من كتابة جان أنويه.

## ترشيحات وجوائز
| السنة | الحدث  | الفئة           | النتيجة  |
| ----- | ------ | --------------- | -------- |
|       | أوسكار | أفضل فيلم أجنبي | فـــــوز |

## وصلات خارجية
- مقالات تستعمل روابط فنية بلا صلة مع ويكي بيانات